# هانس آیسلر
هانس آیسلر (انگلیسی: Hanns Eisler؛ ۶ ژوئیهٔ ۱۸۹۸ – ۶ سپتامبر ۱۹۶۲) یک آهنگساز اهل اتریش بود. سرود برخاسته از ویرانه‌ها، که به عنوان سرود ملی آلمان شرقی محسوب می‌شد، از آثار آیسلر بود.
از فیلم‌هایی که وی در آن‌ها نقش داشته‌است، می‌توان به زندگی از آن ماست اشاره نمود.